# 9421 Violilla
9421 Violilla è un asteroide della fascia principale. Scoperto nel 1995, presenta un'orbita caratterizzata da un semiasse maggiore pari a 2,3788215 UA e da un'eccentricità di 0,1304066, inclinata di 4,09717° rispetto all'eclittica.